# Kazankyrkan, Reutov
Kazankyrkan (ryska: Казанская церковь; translitteration: Kazanskaja tserkov; kyrkslaviska: Казанскаѧ це́рковь) är en rysk-ortodox kyrkobyggnad belägen vid Oktjabrja-gatan 14 i staden Reutov i Moskva oblast, i den europeiska delen av Ryssland.
Kyrkan är helgad åt en ikon vid namn ''Vår Fru av Kazan'' och tillhör Balasjichas stift.

## Historik
Kazankyrkan i Reutov ritades av arkitekt M.A. Pankratov. Kyrkan började att byggas år 1996 och stod klar 1999. Den invigdes den 3 oktober samma år.

## Kyrkan
- Den 9 april 1998 hissades nio klockor upp till klocktornet.[3]
- Den 8 augusti samma år restes korsen upp på kupolerna.[3]

## Bilder

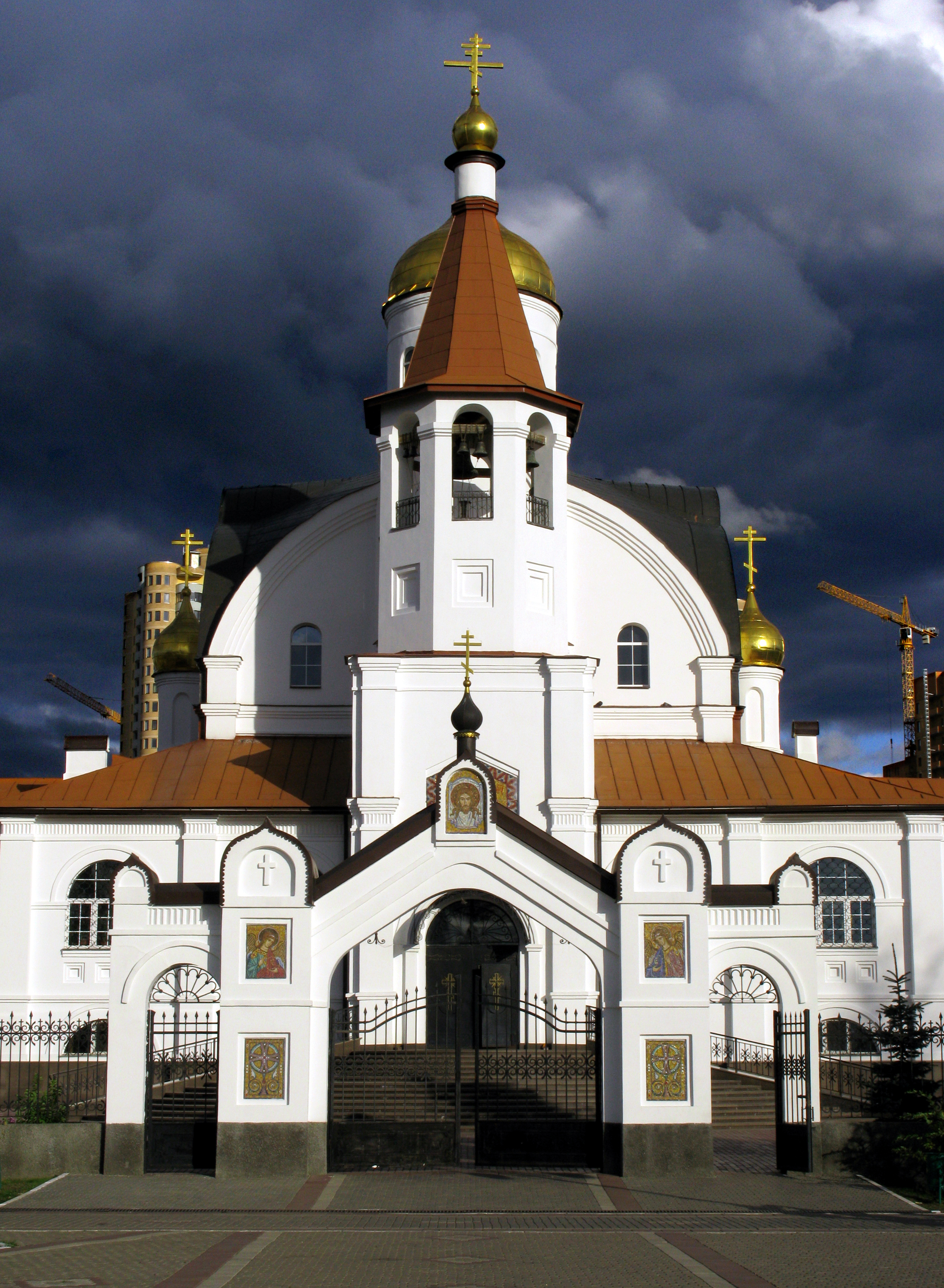
Framsidan och entrén.
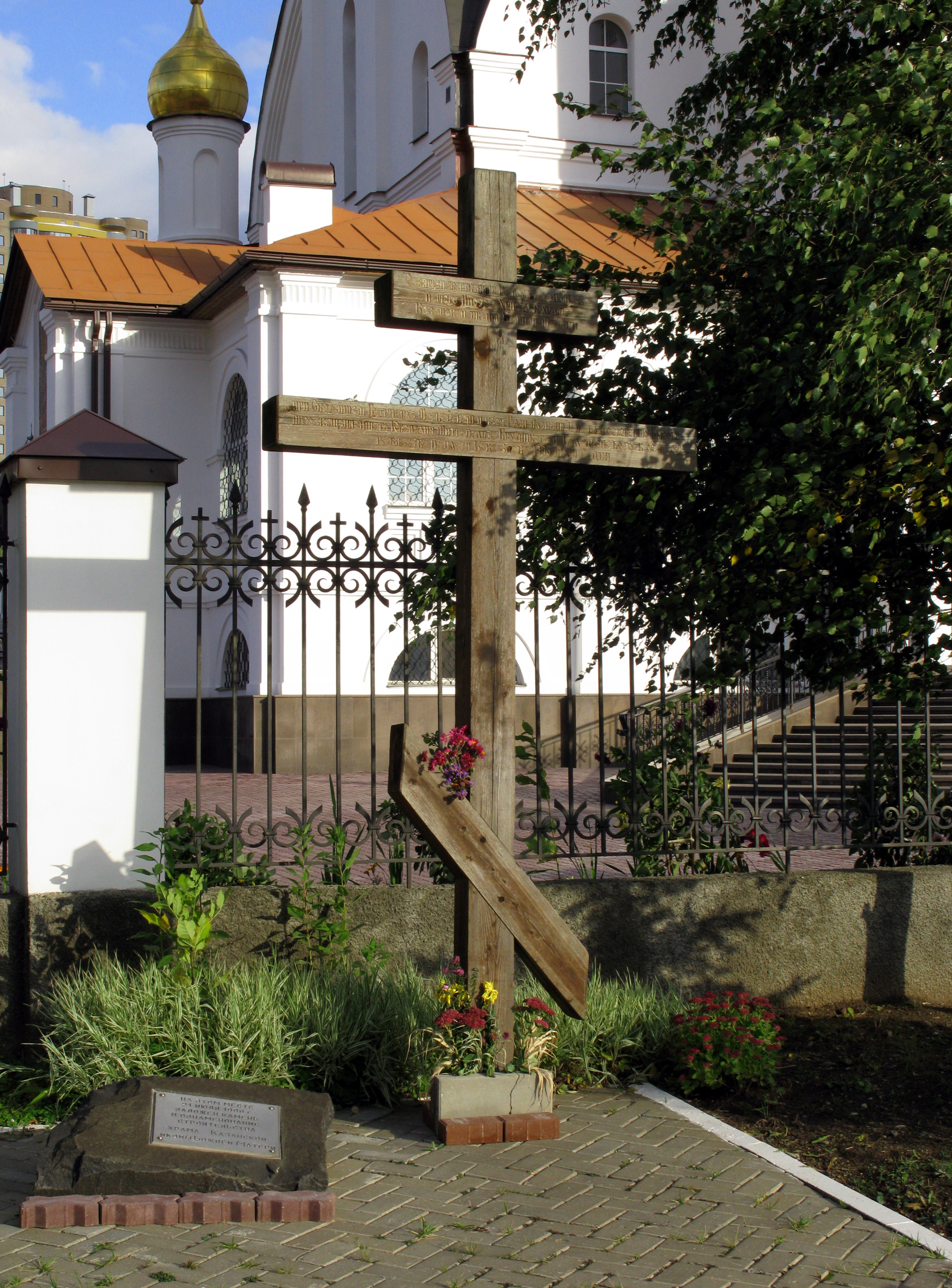
Ortodoxt kors utanför kyrkan.